# Ågot Sendstad
Ågot Sendstad, född den 19 mars 1968 i Nes i Hedmark, är en norsk skådespelerska.
Sendstad debuterade 1993 i Noel Cowards Blithe Spirit på Oslo Nye Teater, där hon också medverkade i Federico García Lorcas Yerma. 1994-1996 var hon vid Rogaland Teater, där hon bland annat spelade Viola i Trettondagsafton av William Shakespeare, Carol i Oleanna av David Mamet och fru Linde i Et dukkehjem av Henrik Ibsen.
Sedan 1996 tillhör hon ensemblen vid Nationaltheatret, där hon bland annat har spelat Lisbet i Ludvig Holbergs Erasmus Montanus, Hedvig i Ibsens Vildanden, Maja Rubek i samme författares Når vi døde vågner, kvinna i Jon Fosses Vinter, damen i August Strindbergs Till Damaskus, Annika i Astrid Lindgrens Pippi Långstrump och Nora i Ibsens Et dukkehjem. 2000-2003 var hon en del av den konstnärliga ledningen vid Torshovteatret. Hon tilldelades Per Aabels ærespris 2006 och nominerades 2009 till Heddaprisen för sin roll i Salong.
Sendstad har också medverkat i flera norska filmer och TV-serier, däribland serien Hvaler och filmen Varg Veum – Törnrosa.